# 5312 Schott
5312 Schott è un asteroide della fascia principale. Scoperto nel 1981, presenta un'orbita caratterizzata da un semiasse maggiore pari a 3,1867122 au e da un'eccentricità di 0,2930151, inclinata di 2,84203° rispetto all'eclittica.
L'asteroide è dedicato al chimico tedesco Otto Schott.